# Tour of Britain Women

Logo der Women’s Tour (2014)

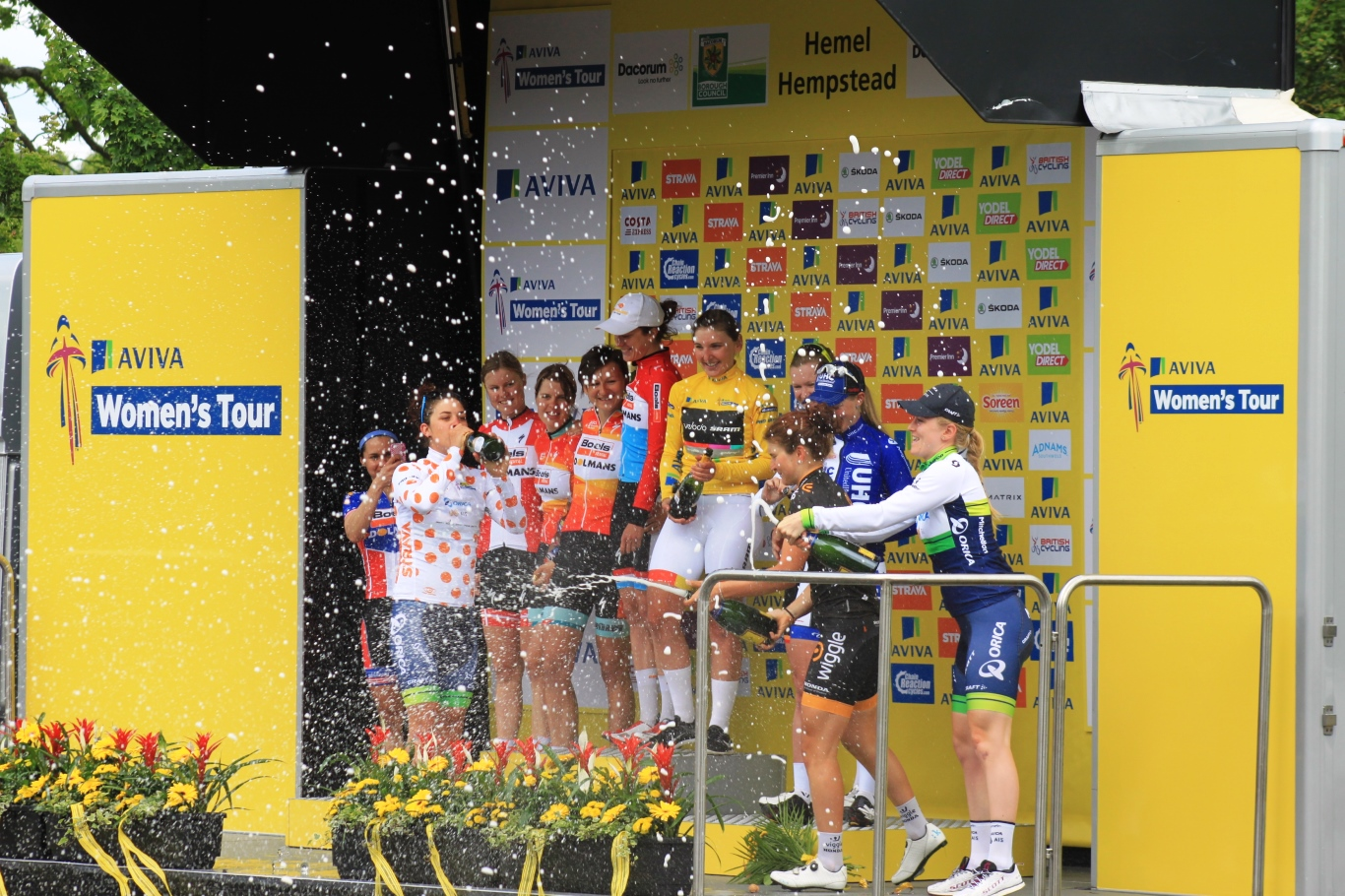
Sektparty bei der Siegerehrung 2015 in Hemel Hempstead

Tour of Britain Women ist ein britisches Etappenrennen im Straßenradsport der Frauen. Bei seiner Gründung 2014 hieß das Rennen The Women’s Tour, seinen heutigen Namen erhielt es 2024.
Der Wettbewerb war zunächst in der UCI-Kategorie 2.1. eingestuft und damit das erste internationale Frauenrennen, das in Großbritannien ausgerichtet wurde. Im Jahr 2016 wurde es in den Kalender der neu eingeführten UCI Women’s WorldTour aufgenommen. Die Austragung des Jahres 2020 fiel aufgrund der  COVID-19-Pandemie  aus. 2023 wurde das Rennen wegen finanzieller Probleme abgesagt.
Nachdem der Rennveranstalter, die Firma SweetSpot, Anfang 2024 Konkurs angemeldet hatte, übernahm der britische Radsportverband British Cycling das Rennen, ebenso wie die Tour of Britain der Männer, die ebenfalls von SweetSpot organisiert worden war. Im Juni 2024 fand das Rennen unter neuem Namen als Tour of Britain Women statt und dauerte nur noch vier Tage. 2026 soll es vom Mai in den August verlegt werden, so dass es zeitnah zum Rennen der Männer stattfindet.

## Palmarès
| Jahr | Siegerin             | Zweite               | Dritte               |          |
| ---- | -------------------- | -------------------- | -------------------- | -------- |
| 2014 | Marianne Vos         | Emma Johansson       | Rossella Ratto       |          |
| 2015 | Lisa Brennauer       | Jolien D’hoore       | Christine Majerus    |          |
| 2016 | Lizzie Armitstead    | Ashleigh Moolman     | Elisa Longo Borghini |          |
| 2017 | Katarzyna Niewiadoma | Christine Majerus    | Hannah Barnes        |          |
| 2018 | Coryn Rivera         | Marianne Vos         | Danielle Rowe        |          |
| 2019 | Lizzie Deignan       | Katarzyna Niewiadoma | Amy Pieters          |          |
| 2020 | abgesagt             | abgesagt             | abgesagt             | abgesagt |
| 2021 | Demi Vollering       | Juliette Labous      | Clara Copponi        |          |
| 2022 | Elisa Longo Borghini | Grace Brown          | Katarzyna Niewiadoma |          |
| 2023 | abgesagt             | abgesagt             | abgesagt             | abgesagt |
| 2024 | Lotte Kopecky        | Anna Henderson       | Christine Majerus    |          |
| 2025 | Ally Wollaston       | Cat Ferguson         | Karlijn Swinkels     |          |

## Resultate 2014–2022

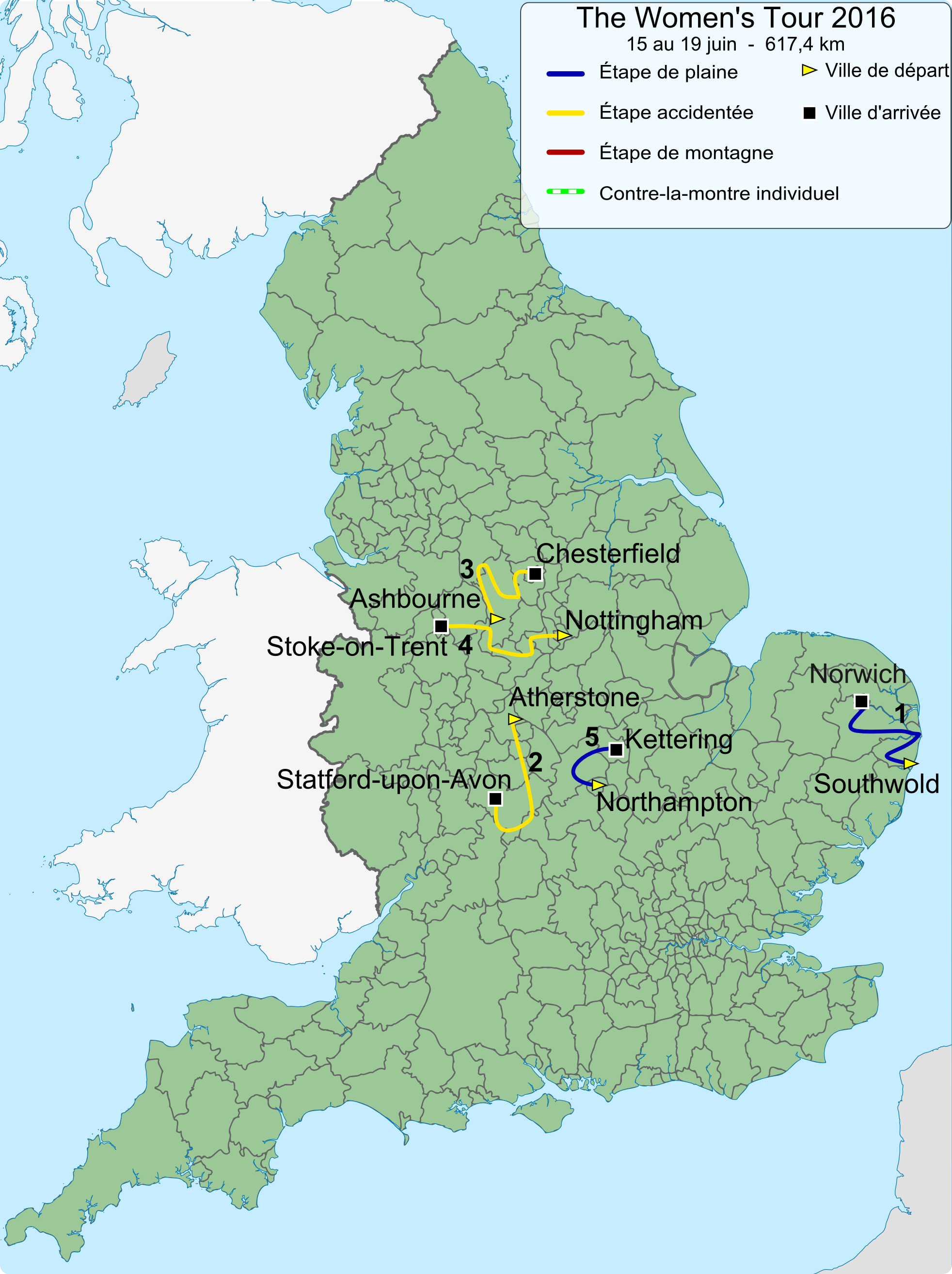
Streckenverlauf der Tour 2016

Streckenverlauf 2017

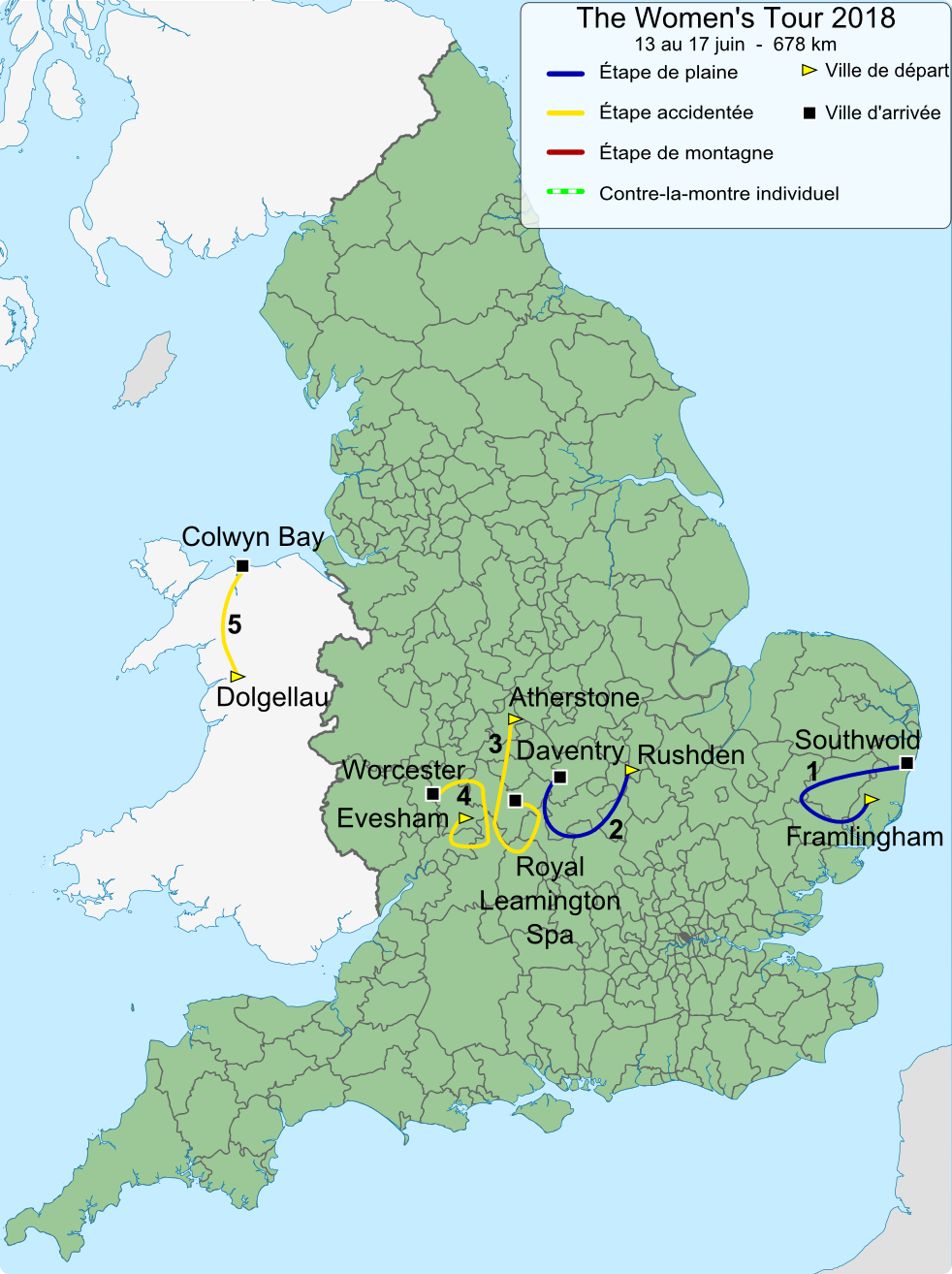
Streckenverlauf 2018

### 2014
| Etappe | Datum      | Strecke                       | km    | Etappensiegerin | Gesamtführende |
| ------ | ---------- | ----------------------------- | ----- | --------------- | -------------- |
| 1      | Mi 07. Mai | Oundle – Northampton          | 92,4  | Emma Johansson  | Emma Johansson |
| 2      | Do 08. Mai | Hinckley – Bedford            | 118,5 | Rossella Ratto  | Rossella Ratto |
| 3      | Fr 09. Mai | Felixstowe – Clacton-on-Sea   | 86,8  | Marianne Vos    | Marianne Vos   |
| 4      | Sa 10. Mai | Cheshunt – Welwyn Garden City | 87,8  | Marianne Vos    | Marianne Vos   |
| 5      | So 11. Mai | Harwich – Bury St Edmunds     | 108,1 | Marianne Vos    | Marianne Vos   |

### 2015
| Etappe | Datum       | Strecke                     | km    | Etappensiegerin      | Gesamtführende       |
| ------ | ----------- | --------------------------- | ----- | -------------------- | -------------------- |
| 1      | Mi 17. Juni | Bury St Edmunds – Aldeburgh | 112,6 | Elizabeth Armitstead | Elizabeth Armitstead |
| 2      | Do 18. Juni | Braintree – Clacton         | 138   | Jolien D’hoore       | Lisa Brennauer       |
| 3      | Fr 19. Juni | Oundle – Kettering          | 139,2 | Christine Majerus    | Christine Majerus    |
| 4      | Sa 20. Juni | Broxbourne – Stevenage      | 103,8 | Lisa Brennauer       | Lisa Brennauer       |
| 5      | So 21. Juni | Marlow – Hemel Hempstead    | 102,6 | Hannah Barnes        | Lisa Brennauer       |

### 2016
| Etappe | Datum       | Strecke                          | km    | Etappensiegerin      | Gesamtführende       |
| ------ | ----------- | -------------------------------- | ----- | -------------------- | -------------------- |
| 1      | Mi 15. Juni | Southwold – Norwich              | 132   | Christine Majerus    | Christine Majerus    |
| 2      | Do 15. Juni | Atherstone – Stratford-upon-Avon | 140   | Amy Pieters          | Marianne Vos         |
| 3      | Fr 16. Juni | Ashbourne – Chesterfield         | 112,6 | Elizabeth Armitstead | Elizabeth Armitstead |
| 4      | Sa 17. Juni | Nottingham – Stoke-on-Trent      | 119,6 | Marianne Vos         | Elizabeth Armitstead |
| 5      | So 21. Juni | Northampton – Kettering          | 113,2 | Lotta Lepistö        | Elizabeth Armitstead |

### 2017
| Etappe | Datum       | Strecke                                                           | km    | Etappensiegerin      | Gesamtführende       |
| ------ | ----------- | ----------------------------------------------------------------- | ----- | -------------------- | -------------------- |
| 1      | Mi 7. Juni  | Daventry – Kettering                                              | 147,7 | Katarzyna Niewiadoma | Katarzyna Niewiadoma |
| 2      | Do 8. Juni  | Stoke-on-Trent – Stoke-on-Trent                                   | 144,5 | Amy Pieters          | Katarzyna Niewiadoma |
| 3      | Fr 9. Juni  | Atherstone – Leamington Spa                                       | 151   | Chloe Hosking        | Katarzyna Niewiadoma |
| 4      | Sa 10. Juni | Chesterfield – Chesterfield                                       | 123   | Sarah Roy            | Katarzyna Niewiadoma |
| 5      | So 11. Juni | London, Regent Street, St James – London, Regent Street, St James | 62    | Jolien D’hoore       | Katarzyna Niewiadoma |

### 2018
| Etappe | Datum       | Strecke                     | km  | Etappensiegerin   | Gesamtführende |
| ------ | ----------- | --------------------------- | --- | ----------------- | -------------- |
| 1      | Mi 13. Juni | Framlingham – Southwold     | 130 | Jolien D’hoore    | Jolien D’hoore |
| 2      | Do 14. Juni | Rushden – Daventry          | 145 | Coryn Rivera      | Coryn Rivera   |
| 3      | Fr 15. Juni | Atherstone – Leamington Spa | 151 | Sarah Roy         | Coryn Rivera   |
| 4      | Sa 16. Juni | Evesham – Worcester         | 130 | Amalie Dideriksen | Coryn Rivera   |
| 5      | So 17. Juni | Dolgellau – Colwyn Bay      | 122 | Lotta Lepistö     | Coryn Rivera   |

### 2019
| Etappe | Datum        | Strecke                                   | km    | Etappensiegerin      | Gesamtführende |
| ------ | ------------ | ----------------------------------------- | ----- | -------------------- | -------------- |
| 1      | Mo 10. Juni  | Beccles – Stowmarket                      | 157,5 | Jolien D’hoore       | Jolien D’hoore |
| 2      | Di 11. Juni  | Cyclopark Gravesend – Cyclopark Gravesend | 062,5 | Marianne Vos         | Marianne Vos   |
| 3      | Mi 12. Juni  | Henley-on-Thames – Blenheim Palace        | 145,1 | Jolien D’hoore       | Lisa Brennauer |
| 4      | Do. 13. Juni | Warwick – Burton Dassett                  | 158,9 | Katarzyna Niewiadoma | Liane Lippert  |
| 5      | Fr. 14. Juni | Llandrindod Wells – Builth Wells          | 140,0 | Lizzie Deignan       | Lizzie Deignan |
| 6      | Sa. 15. Juni | Carmarthen – Pembry Country Park          | 125,9 | Amy Pieters          | Lizzie Deignan |

### 2020
- wegen COVID-19-Pandemie abgesagt

### 2021
| Etappe | Datum         | Strecke                        | km    | Etappensiegerin   | Gesamtführende    |
| ------ | ------------- | ------------------------------ | ----- | ----------------- | ----------------- |
| 1      | Mo 4. Oktober | Bicester – Banbury             | 147,7 | Marta Bastianelli | Marta Bastianelli |
| 2      | Di 5. Oktober | Walsall – Walsall              | 102,0 | Amy Pieters       | Clara Copponi     |
| 3      | Mi 6. Oktober | Atherstone ITT                 | 016,6 | Demi Vollering    | Demi Vollering    |
| 4      | Do 7. Oktober | Shoeburyness – Southend-on-Sea | 117,8 | Lorena Wiebes     | Demi Vollering    |
| 5      | Fr 8. Oktober | Colchester – Clacton-on-Sea    | 095,4 | Lorena Wiebes     | Demi Vollering    |
| 6      | Sa 9. Oktober | Haverhill – Felixstowe         | 155,3 | Elisa Balsamo     | Demi Vollering    |

### 2022
| Etappe | Datum       | Strecke                               | km    | Etappensiegerin      | Gesamtführende       |
| ------ | ----------- | ------------------------------------- | ----- | -------------------- | -------------------- |
| 1      | Mo 6. Juni  | Colchester – Bury St Edmunds          | 142,1 | Clara Copponi        | Clara Copponi        |
| 2      | Di 7. Juni  | Harlow – Harlow                       | 092,1 | Lorena Wiebes        | Clara Copponi        |
| 3      | Mi 8. Juni  | Tewkesbury – Gloucester               | 107,9 | Lorena Wiebes        | Lorena Wiebes        |
| 4      | Do 9. Juni  | Wrexham – Welshpool                   | 144,7 | Grace Brown          | Grace Brown          |
| 5      | Fr 10. Juni | Pembrey Country Park – Black Mountain | 106,6 | Elisa Longo Borghini | Grace Brown          |
| 6      | Sa 11. Juni | Chipping Norton – Oxford              | 142,9 | Lorena Wiebes        | Elisa Longo Borghini |